# Al límit (pel·lícula de 2010)
Edge of Darkness és una pel·lícula nord-americana de suspens de 2010, basada en la sèrie de TV homònima de la BBC, dirigida per Martin Campbell i protagonitzada per Mel Gibson i Ray Winstone. Va ser produïda per Michael Wearing, qui va dirigir i va produir la sèrie respectivament. La trama segueix a un detectiu (Gibson) en la seva cerca de respostes entorn de l'assassinat de la seva filla activista (Bojana Novakovic), mentre va descobrint conspiracions polítiques que amenacen amb obstaculitzar la seva labor. Ha estat doblada al català.
La pel·lícula és distribuïda per Warner Bros. Pictures, que també es va encarregar de distribuir la pel·lícula de 1943 del mateix nom.

## Argument
Una demà, tres cadàvers són descoberts surant en el riu Connecticut, a l'occident de Massachusetts. En South Station, Boston, Thomas Craven (Mel Gibson) acudeix a recollir a la seva filla, Emma (Bojana Novakovic), qui acaba d'arribar per visitar-ho. Abans d'abordar l'acte de Thomas, Emma vomita; ja en la seva llar, mentre ell està preparant el sopar, Emma comença a sagnar pel nas i vomita de manera sobtada, per la qual cosa Thomas decideix portar-la a l'hospital ràpidament. No obstant això, en sortir de la seva casa, un home emmascarat a bord d'una camioneta crida: "Craven", i tot seguit dispara en dues ocasions contra Emma, qui surt expulsada violentament a causa de l'impacte de les bales. Segons després, mor en els braços de Thomas.
Al principi, tots consideren que ell, un detectiu, era el veritable objectiu de l'homicida, però Thomas descobreix tan bon punt la seva filla tenia una pistola en el seu dormitori, així que sospita que ella era el blanc. Després de buscar al propietari de l'arma, descobreix que li pertany al nuvi d'Emma: David (Shawn Roberts); ocorre que el jove es troba temorós de la companyia Northmoor on Emma treballava. Amb el pas del temps, Thomas hauria de descobrir que ella temia que Northmoor estigués fabricant armes nuclears per al govern dels Estats Units, dissimulant-les com si anessin en realitat per a altres països estrangers, amb el que en cas d'un atac terrorista, el govern nord-americà no seria culpat d'això. No obstant això, el pla de treure a la llum aquest sinistre projecte falla, i Emma és enverinada amb tal·li per mitjà d'un cartró de llet orgànica. Quan es troba cremant les pertinences de la seva filla al pati de la seva casa, Thomas és interceptat per Jedburgh (Ray Winstone), un "consultor" assignat per prevenir que Craven descobreixi qualsevol informació relacionada amb la seva filla o, en cas contrari, hauria de matar-ho. No obstant això, Jedburgh simpatitza amb ell i, en canvi, li permet continuar investigant. A través del desenvolupament de la trama, Thomas imagina que la seva filla encara es troba al costat d'ell, inclusivament arribant a tenir breus converses i interaccions amb ella.
Així mateix, s'enfronta a diversos mercenaris de Northmoor, descobrint que el contacte activista d'Emma és un tal Jack Bennet (Danny Huston), capdavanter de l'empresa esmentada, qui és el responsable directe de la mort d'ella, així com dels activistes amb els quals treballava per robar evidència de les armes nuclears il·lícites. En el procés, un sicari de Northmoor és assassinat a causa que va fallar en el seu objectiu d'assassinar al nuvi d'Emma; després d'això, Northmoor hauria d'assignar a un altre en el seu lloc per matar qualsevol activista que li reveli informació confidencial a Thomas. Després de confrontar a un advocat i un senador amb els quals la seva filla va tenir contacte, Thomas aconsegueix conèixer gairebé tot sobre l'ocorregut a Emma, per la qual cosa Bennett decideix matar-ho també per mitjà d'enverinament amb tal·li, igual que ocorregués amb ella.
Un Thomas severament malalt aconsegueix arribar a la casa d'aquest últim i, després de matar un parell de mercenaris (un dels quals és l'assassí de la seva filla), rep un impacte de bala per part de Bennet. No obstant això, Thomas aconsegueix reposar-se i enverinar-ho amb la llet radioactiva. Davant aquesta situació, aquest últim corre per prendre's les píndoles que contraresten l'efecte de la radioactivitat, però Tom aconsegueix matar-ho abans.
Després d'aquests esdeveniments, Thomas és hospitalitzat per les ferides de bala i l'enverinament radioactiu. Jedburgh, qui sofreix d'una malaltia terminal, es troba amb Moore, el senador (pel qual es trobava treballant) i un conseller polític. Una vegada que escolta les seves propostes sobre com manejar la situació entorn de l'incident de Northmoor de la millor manera, els diu que tot està fet ja i suggereix un intent d'assassinat al senador com una història creïble per als mitjans, amb tal de fer que es presti massa atenció a la mort del líder de l'empresa. Satisfets amb la proposta, Jedburgh li diu al senador que es troba del costat equivocat de "l'equació", així que dispara contra ell i els altres homes a l'interior d'aquesta cambra, abans que un policia de Massachusetts li dispari a aquest últim.
Mentrestant, a l'hospital, Thomas torna a mirar a la seva filla a l'habitació; en algun altre lloc, una reportera obre una carta enviada per ell amb els DVD que revelen tota la conspiració (gravats per la seva filla i els activistes) amb els "desitjos de bona sort" de Thomas, amb el que s'assegura el tancament de l'empresa. Després de morir, Emma i el seu pare surten tranquil·lament de l'hospital enmig d'una resplendor brillant.

## Repartiment
- Mel Gibson com Thomas Craven
- Ray Winstone com Jedburgh
- Danny Huston com Jack Bennett
- Bojana Novakovic com Emma Craven
- Shawn Roberts com David Burnham
- David Aaron Baker com Millroy
- Jay O. Sanders com Whitehouse
- Denis O'Hare com Moore
- Damian Young com Senator Jim Pine
- Caterina Scorsone com Melissa
- Frank Grill com Agent One
- Wayne Duvall com Chief of Police
- Gabrielle Popa com Young Emma
- Paul Sparks com Northampton Police Detectiu